# Eriocaulon exsertum
Eriocaulon exsertum är en gräsväxtart som beskrevs av Yoshisuke Satake. Eriocaulon exsertum ingår i släktet Eriocaulon och familjen Eriocaulaceae. Inga underarter finns listade i Catalogue of Life.